# Aspergillus oryzae
Aspergillus oryzae, conocido como kōji (麹?), es un hongo del género Aspergillus usado tradicionalmente en cocina japonesa.
Se usa para preparar el arroz para la fermentación el cual es utilizado como iniciador de la fermentación para diferentes alimentos fermentados. Es utilizado para la preparación del sake y para shochu; o directamente para preparar Shio Koji. Igualmente es utilizado en la fermentación de soja para producir miso y salsa de soja. 
Llamado tradicionalmente KOJI-KIN procedente de la ancestral cultura china y japonesa, se utiliza para procesar los alimentos de forma natural, de manera que resulten más asimilables y nutritivos y se conserven mucho tiempo. El cultivo madre es usado para elaborar bebidas y productos enzimáticamente predigeridos a partir de legumbres y cereales. Por ejemplo el miso Hatcho (miso de haba de soja) o Amazake (dulce de arroz).
El koji se cultiva sobre arroz cocido al vapor, refrescado, para que así estén biodisponibles los nutrientes del arroz al ser inoculado con las esporas del A. oryzae. Entonces es incubado de 3 a 4 días entre 30 a 40 °C. Una vez finalizada la fermentación, una "lana blanca como de algodón" se observa cubriendo completamente el arroz cuando el koji está listo para la cosecha. Es el micelio de la nueva cepa de A. oryzae. Las esporas de este hongo cuando están maduras son normalmente de un color verde pálido (aunque igualmente existen cepas mutadas con esporas de diferentes colores que son utilizadas para diversos fines culinarios). 
El koji presenta un alto contenido en enzimas catalíticas incluyendo la amilasa, que es la enzima que convierte el almidón en azúcares simples. Debido a ello es utilizado  para producir alcohol a partir de productos ricos en almidón; ya que las levaduras del género Saccharomyces, utilizados para la producción de alcohol a partir de fruta o cebada malteada,  no pueden fermentar estos almidones. Por lo tanto, el moho koji A. oryzae se usa para descomponer primero los almidones en azúcares más simples que pueden ser posteriormente digeridos por otros microorganismos, tales como la levaduras.
A diferencia de otras especies de aspergillus, el A. oryzae destaca por su inocuidad alimentaria, al no ser capaz de producir aflatoxinas. El análisis genómico ha llevado a algunos estudiosos a postular que los japoneses domesticaron originalmente 
una cepa de Aspergillus flavus que había mutado y dejado de producir aflatoxinas tóxicas, dando así origen a A. oryzae.